# Odontolakis virescens
Odontolakis virescens är en insektsart som beskrevs av Ludwig Redtenbacher 1891. Odontolakis virescens ingår i släktet Odontolakis och familjen vårtbitare. Inga underarter finns listade i Catalogue of Life.